# Tunga travassosi
Tunga travassosi är en loppart som beskrevs av Pinto et Dreyfus 1927. Tunga travassosi ingår i släktet Tunga och familjen Tungidae. Inga underarter finns listade i Catalogue of Life.